# Will Perdue
William Edward Perdue, mais conhecido como Will Perdue (Melbourne, Flórida, 29 de agosto de 1965) é um ex-jogador de basquete profissional norte-americano que foi 4 vezes campeão da NBA: 1991, 1992, 1993 pelo Chicago Bulls e 1999 pelo San Antonio Spurs.